# أبنر سي. براونيل
أبنر سي. براونيل هو سياسي أمريكي، ولد في 1813، وتوفي في 1857. نشط حزبياً في الحزب الديمقراطي.